# Montanhas Urse
As montanhas Urse (em armênio: Ուրծի լեռներ; romaniz.: Urtsi leṙner)[a] é uma cadeia montanhosa no sul da província de Ararate, na Armênia. Localizam-se no extremo norte das montanhas Guelama, entre os rios Vedi e Araso. Se estendem de norte a sul por 25 quilômetros. Forma um vale em forma de arco, cortado por encostas. Sobem gradualmente para o sul, atingindo 2445 metros (Urse), então desce novamente em direção ao vale de Aragatsotn. No sopé dessas montanhas há 30 fontes de água mineral.